# Václav (Bělá nad Radbuzou)
Václav (deutsch Wenzelsdorf) ist eine Wüstung auf dem Kataster des Ortsteiles Pleš von Bělá nad Radbuzou im westböhmischen Okres Domažlice in Tschechien.

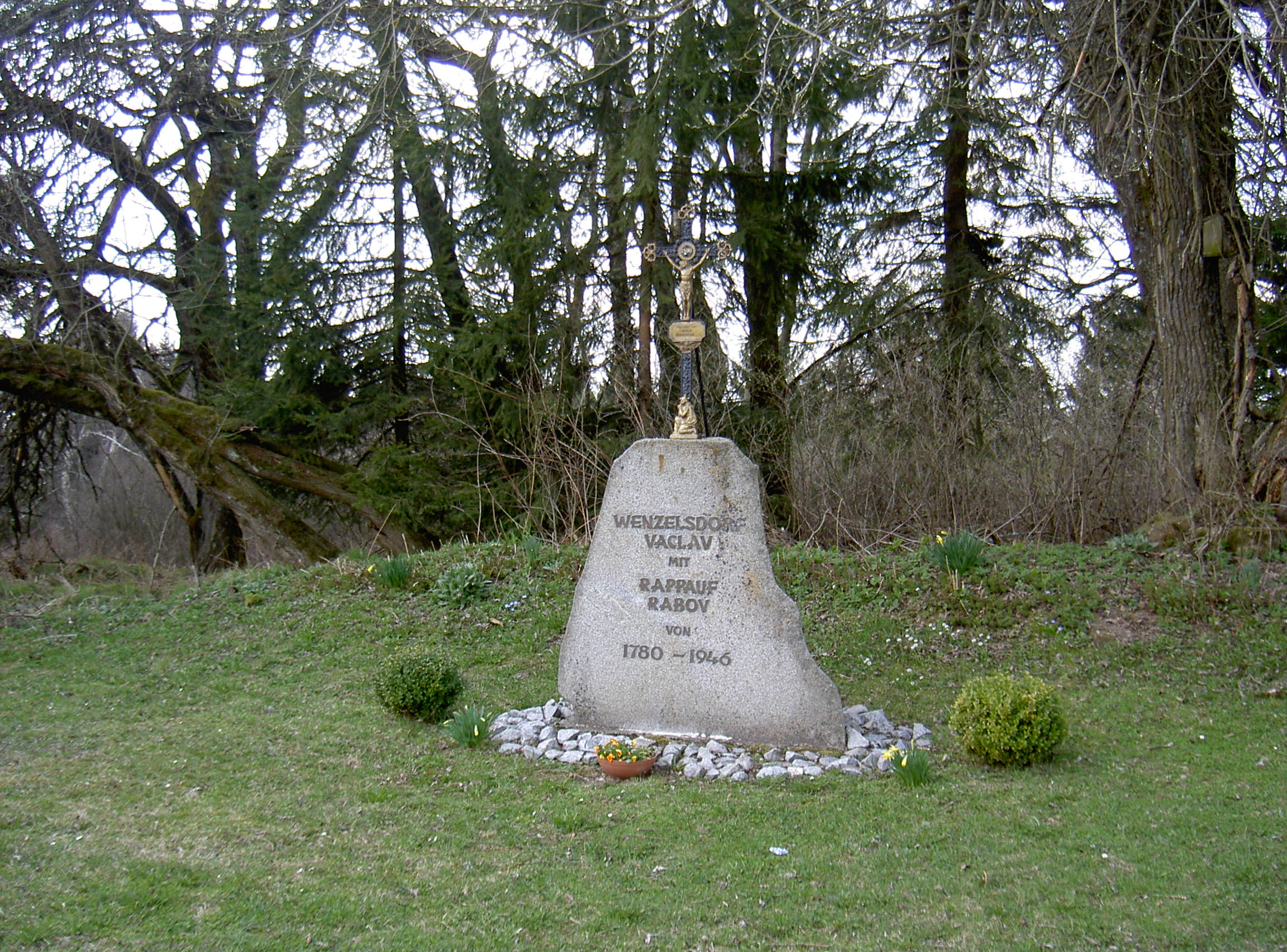
Wenzelsdorf

## Geografie
Václav lag etwa zwei Kilometer südöstlich von Pleš am Hang des 844 Meter hohen Malý Zvon (Glöckelberg).

## Geschichte
Wenzelsdorf wurde 1780 gegründet. Es verdankt seinen Namen dem Freiherrn Wenzel Kotz von Dobrz in Heiligenkreuz. 1839 hatte der Ort 28 Häuser und 321 Einwohner. Rappauf und Straßhütte wurden mit zu Wenzelsdorf gerechnet. Mit diesen Ortschaften zusammen hatte Wenzelsdorf 1945 624 Einwohner. Am nördlichen Ortsrand gab es eine dem heiligen Nepomuk geweihte Kapelle und am östlichen Ortsrand eine Försterei mit Baumschule. Außerdem gab es in Wenzelsdorf einen Gemischtwarenladen, ein Lebensmittelgeschäft, einen Bäcker, einen Fleischer, einen Schuster, einen Tabakladen, einen Schneider, einen Fassbinder und drei Gastwirtschaften. Wenzelsdorf hatte eine zweiklassige Schule, in der bis zu 80 Kinder unterrichtet wurden. Sie war eine Zweigstelle der Volksschule in Plöss. Heute (2013) sind in Wenzelsdorf neben überwucherten Fundamenten der Häuser noch die verlassenen Gebäude der ehemaligen Grenzwache zu sehen. 

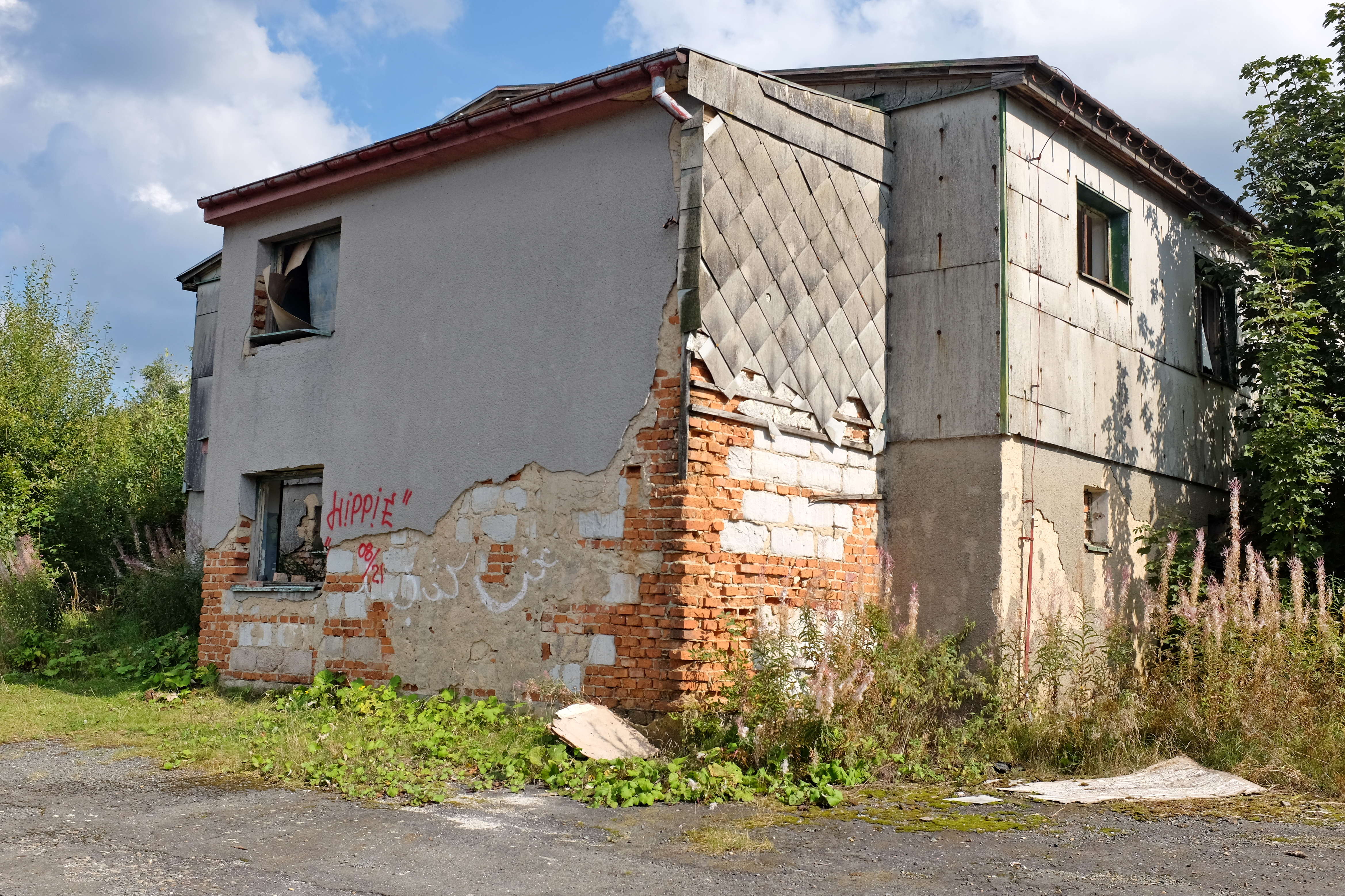
Václav zaniklá obec pozůstatky pohraniční roty září 2021 (2)